# Verónica Sánchez
Verónica Sánchez Calderón (Siviglia, 1º luglio 1977) è un'attrice spagnola.
Attrice che si divide tra teatro, cinema e televisione, tra piccolo e grande schermo ha partecipato ad una ventina di differenti produzioni, a partire dal 2003.

## Carriera
Tra i suoi ruoli principali, figurano, tra l'altro, quello di Eva Capdevila Gómez nella serie televisiva Los Serrano (2003-2006), quello di Lola Casado nella serie televisiva Genesis (Génesis, en la mente del asesino, 2006) quello di Julia nel film Le 13 rose (2007), quello di Amparo Duque nella serie televisiva Senza identità (Sin identidad, 2014-...), ecc.
Nel corso della sua carriera, si è aggiudicata per una volta il Premio dell'Unione degli Attori Spagnoli e ha ricevuto varie nomination, tra cui tre nomination al Premio Goya.
Nel 2021 recita nella serie di Netflix Sky Rojo, nei panni di Coral.

## Filmografia

### Cinema
- South from Granada (2003) - ruolo: Juliana
- Mirados - cortometraggio (2003)
- El año de la garrapata (2004) - Ana
- El Calentito (2005) - Sara
- Camarón (2005)
- Los 2 lados de la cama (2005)
- Mia Sarah (2006) - Marina
- Le 13 rose (2007) - Julia
- Gordos (2009) - Paula
- La moneda - cortometraggio (2010)
- La lección de pintura (2011) - Elvira
- La montaña rusa (2012)
- Nana - cortometraggio (2013)

### Televisione
- Los Serrano - serie TV, 69 episodi (2003-2006) - ruolo: Eva Capdevila Gómez
- Genesis (Génesis, en la mente del asesino) - serie TV, 9 episodi (2006) - Lola Casado
- 14 de abril. La República - serie TV, 14 episodi (2011) - Alejandra Prado
- Gran Reserva. El origen - serie TV, 18 episodi (2013) - Sofía Reverte
- Senza identità (Sin identidad) - serie TV, 18 episodi (2014-2015) - Amparo Duque
- La gloria e l'amore (Tiempos de guerra) - serie TV (2017)
- Il molo rosso (El embarcadero) - serie TV (2019-2020)
- Sky Rojo - serie TV, 24 episodi (2021-2023)

## Teatro
- Un espíritu burlón di Noël Coward (1996)
- Tierra (1997)
- El zapatito mágico (1999)
- Fin (1999)
- Don Juan en los ruedos de Salvador Távora (2001)
- Bodas de sangre

## Premi e riconoscimenti (lista parziale)
- 2004: Nomination al Premio Goya come miglior attrice rivelazione per Al sur de Granada[2]
- 2004: Nomination al Premio ACE come miglior attrice per Al sur de Granada[2]
- 2006: Nomination al Premio Goya come miglior attrice non protagonista per Camarón[2]
- 2010: Nomination al Premio Goya come miglior attrice non protagonista per Gordos[2]
- 2010: Premio dell'Unione degli Attori Spagnoli come miglior attrice non protagonista per Gordos[2]

## Doppiatrici italiane
- Eleonora Reti in La gloria e l'amore
- Myriam Catania in Senza identità[4]
- Perla Liberatori in Il molo rosso
- Selvaggia Quattrini in Genesis
- Federica De Bortoli in Sky Rojo